# Buffignécourt
Buffignécourt település Franciaországban, Haute-Saône megyében. Lakosainak száma 129 fő (2022. január 1.). Buffignécourt Contréglise, Amance, Baulay, Montureux-lès-Baulay és Venisey községekkel határos.

## Népesség
A település népességének változása:
| Lakosok száma | 115  | 124  | 121  | 123  | 116  | 115  | 113  | 109  | 124  | 129  |
|               | 2010 | 2013 | 2015 | 2016 | 2017 | 2018 | 2019 | 2020 | 2021 | 2022 |